# Niemojki-Stacja
Niemojki-Stacja [pronunciación en polaco: /ɲeˈmɔi̯ki ˈstat͡sja/] es un pueblo ubicado en el distrito administrativo de Gmina Łosice, dentro delDistrito de Łosice, Voivodato de Mazovia, en el este de Polonia central. Se encuentra aproximadamente a 5 kilómetros al norte de Łosice y a 116 kilómetros al este de Varsovia.